# Martin Elsaesser

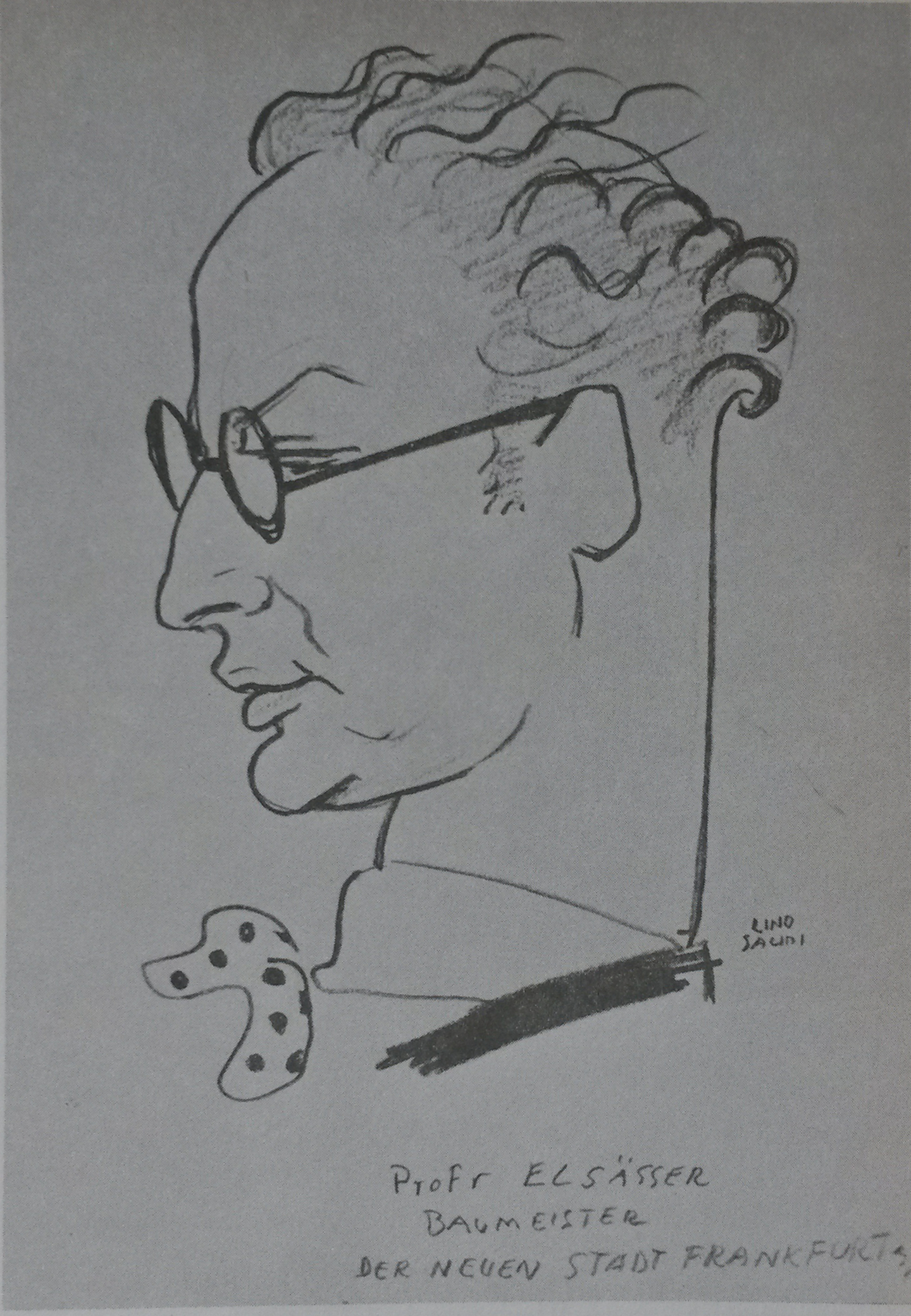
Porträt (vor 1925, von Lino Salini)

Martin Elsaesser (* 28. Mai 1884 in Tübingen; † 5. August 1957 in Stuttgart) war ein deutscher Architekt und Hochschullehrer, der besonders durch eine Vielzahl von Kirchenbauten bekannt wurde.

## Leben
1884 kam Martin Elsaesser als Sohn eines evangelischen Theologen zur Welt. Als Abiturient durfte er bei der Schlussfeier des Tübinger Gymnasiums 1902 über die Klosteranlage von Bebenhausen vortragen. Von 1901 bis 1906 studierte Elsaesser Architektur an der Technischen Hochschule München bei Friedrich von Thiersch und an der Technischen Hochschule Stuttgart bei Theodor Fischer. 1905 gewann er den Wettbewerb für die evangelische Lutherkirche in Baden-Baden-Lichtental und begann seine freiberufliche Tätigkeit. Von 1906 bis 1908 war er Assistent bei Theodor Fischer in München und von 1911 bis 1913 bei Paul Bonatz in Stuttgart. 1912 bis 1920 war er außerordentlicher Professor für Entwerfen, mittelalterliche Baukunst und Bauformenlehre an der Technischen Hochschule Stuttgart. Zudem war er 1919 bis 1920 Präsident des Bundes Deutscher Architekten BDA.
Von 1920 bis 1925 war er Leitender Direktor der Kunstgewerbeschule in Köln, den späteren Kölner Werkschulen. 1925 wurde er durch den neuen Frankfurter Stadtbaurat Ernst May als Leiter des Hochbauamtes nach Frankfurt am Main berufen und arbeitete am Projekt Neues Frankfurt (zeitgenössisches Bonmot: Alles neu macht der May – alles besser Elsaesser.). Er blieb bis 1932 in Frankfurt.
Von 1933 bis 1937 arbeitete er als freier Architekt in München, von 1937 bis 1945 dann in Berlin. Im nationalsozialistischen Deutschland erhielt er keine Aufträge mehr, realisierte jedoch von München aus noch einige Projekte in der Türkei. Dennoch konnte er sich nicht zur Emigration entschließen und verbrachte die Jahre des Zweiten Weltkriegs in „innerer Emigration“ mit Studienreisen und utopischen Entwürfen. Die zu dieser Zeit (1943/44) entstandenen Pläne für eine Bruckner-Symphoniehalle in Linz an der Donau belegen dies, denn sie stehen im deutlichen Widerspruch zu den dort gleichzeitig geplanten NS-Staatsbauten.
Nach dem Krieg kehrte er zunächst nach Stuttgart zurück und lehrte dann von 1948 bis 1955 als kommissarische Vertretung einer ordentlichen Professur für Entwurf an der Technischen Hochschule München. Aufgrund seines Alters sprach sich das Bayerische Finanzministerium gegen Elsaessers Berufung auf eine ordentliche Professur aus. Erst nach langem Ringen mit dem bayerischen Staat gelang es Elsaesser, für seine Lehrtätigkeit wenigstens den Anspruch auf eine minimale Altersversorgung zu erwerben.
In vielen der von ihm errichteten Kirchen entstanden Kirchengemälde der Künstlerin Käte Schaller-Härlin.

## Martin-Elsaesser-Stiftung
Am 30. März 2009 gründeten Elsaessers Enkel Regine Elsässer und Thomas Elsaesser zusammen mit seinem Großneffen Konrad Elsässer die Martin-Elsaesser-Stiftung, die sich an einer vom Deutschen Architekturmuseum im November 2009 veranstalteten Ausstellung über sein Werk beteiligte. Ziel dieser dem Leben und Werk Martin Elsaessers gewidmeten Stiftung ist es, dessen Arbeiten und Ideen der Öffentlichkeit in angemessener Form zugänglich zu machen. Nach eigenen Angaben will die Stiftung „einen nachhaltigen Beitrag zur Erforschung sozial verantwortungsvoller Architektur leisten. Darüber hinaus setzt sie sich für einen der Umwelt verbundenen, geschichtsbewussten Umgang mit Architektur ein.“ Die drei Gründer bilden den Vorstand der Stiftung.

## Martin-Elsaesser-Plakette
Zur Erinnerung an die soziale Dimension der Architektur und an ihre Bedeutung für das Stadtbild verleiht die BDA-Gruppe Frankfurt die „Martin-Elsaesser-Plakette“ an Projekte in Frankfurt am Main, Offenbach am Main oder in den Landkreisen Offenbach und Main-Kinzig.

## Bauten (Auswahl)
- 1905–1907: Lutherkirche (Baden-Baden-Lichtental) ⊙
- 1909: Königliche Fachschule für Edelmetallindustrie in Schwäbisch Gmünd (heute Hochschule für Gestaltung)⊙
- 1909–1910: Evangelische Eberhardskirche in Tübingen ⊙
- 1909–1910: Oberrealschule in Tübingen, das heutige Kepler-Gymnasium[7] ⊙
- 1909–1910: Pauluskirche (Schwenningen)⊙
- 1910: Eisenbahn-Neckarbrücke der Württembergischen Staatseisenbahn in Tübingen[8]⊙
- 1910: Wohnhaus Dr. Glatzel in Göppingen[9][10]
- 1910–1911: Doppelwohnhaus für die eigene Familie und die des Malers Robert Weise in Stuttgart[9][11]
- 1910–1913: "Wohn- und Vereinshaus"[12] des Tübinger Bibelkreises, heute Akademische Verbindung Föhrberg[13]
- 1910–1913: Gaisburger Kirche[9]⊙
- 1912–1913: Rathaus in Ebingen ⊙
- 1912–1913: Georgskirche (Massenbach)[9]⊙
- 1912–1913: Lamprechtskirche in Meßstetten (Basilika mit Jugendstilelementen)[14]
- 1912–1913: Lutherkirche in Klein-Eislingen (Umbau mit Jugendstilelementen)[9]⊙
- 1912–1913: Markthalle Stuttgart[15] °, ⊙
- 1912–1914: Albhotel Traifelberg[16] ⊙
- 1913: Lorenzkirche (Leingarten)[9]⊙
- 1913: Wohnhaus Knoblauch-Hock in Stuttgart[9][17]
- 1913: Doppelwohnhaus Roos-Freytag in Stuttgart[9][18]
- 1913–1914: Wagenburg-Gymnasium in Stuttgart-Gänsheide[9] ⊙
- 1913–1914: Verbindungshaus der Ghibellinia in Tübingen (Umbau)[9] ⊙
- 1919–1926: Südkirche (Esslingen am Neckar)[19] ⊙
- 1922–1924: Verwaltungsgebäude für das Rheinische Braunkohlensyndikat in Mannheim[20] ⊙
- 1922–1924: Kunstgewerbeschule in Köln (spätere Kölner Werkschulen)
- 1924: Doppelwohnhaus Zilden-Plassmann in Köln - Mülheim[21] ⊙
- 1924–1925: Wohnhaus Dr. S. in Köln[22]
- 1924–1925: Haus Walter Andrae in Köln - Mülheim[23] ⊙
- 1925–1926: Eigenes Wohnhaus in der Siedlung Höhenblick in Frankfurt-Ginnheim[24]
 In der Sprache der Architektur bewusst von der Wohnsiedlung abgesetzter kubisch gefügter, flach gedeckter Klinkerbau mit pylonenartig verstärkten Gebäudeecken, umgeben von einem großzügigen, von Leberecht Migge gestalteten Garten. ⊙
- 1925–1926: Pestalozzischule mit Turn- und Schwimmhalle in Frankfurt am Main-Seckbach ⊙
- 1925: Expressionistische Einbauten in die Nikolaikirche (Görlitz) ⊙
- 1926: Teilneubau der evangelischen Laurentiuskirche in Stuttgart-Rohr (1980 durch Neubau ersetzt)
- 1927: Gartenhallenbad in Frankfurt-Fechenheim ⊙
- 1927–1928: Großmarkthalle mit Nebengebäuden in Frankfurt-Ostend, heute u. a. Konferenzzentrum und Eingangsbauwerk des Neubaus der Europäischen Zentralbank (EZB) ⊙
- 1927–1928: Evangelische Gustav-Adolf-Kirche in Frankfurt-Niederursel ⊙
- 1928–1929: Volksschule in der Siedlung Römerstadt (Heute Geschwister-Scholl-Schule (Frankfurt am Main)[25][26]) ⊙
- 1929: Anbau an das Gesellschaftshaus im Palmengarten Frankfurt ⊙
- 1929–1931: Städtische Universitätsklinik für Gemüts- und Nervenkranke in Frankfurt ⊙
- 1930: Haus Laub in Tübingen[27] ⊙
- 1930–1932: Haus K. in O., Villa des Zigarettenfabrikanten Philipp F. Reemtsma in Hamburg-Othmarschen ⊙
- 1937–1938: Bürogebäude der Sümerbank in Ankara (Generaldirektion der Sümerbank. Goethe-Institut Ankara)
- 1935–1938: Städtischer Friedhof Cebeci
- 1950: Wohnhochhaus an der Nibelungenstraße in München ⊙
- 1952: Wohnbauten in München[28] ⊙
- 1953–1954: Wiederaufbau des Gustav-Siegle-Hauses (heutige Philharmonie) in Stuttgart ⊙
- 1958: Kriegerehrenmal in Siegen-Weidenau[29] ⊙

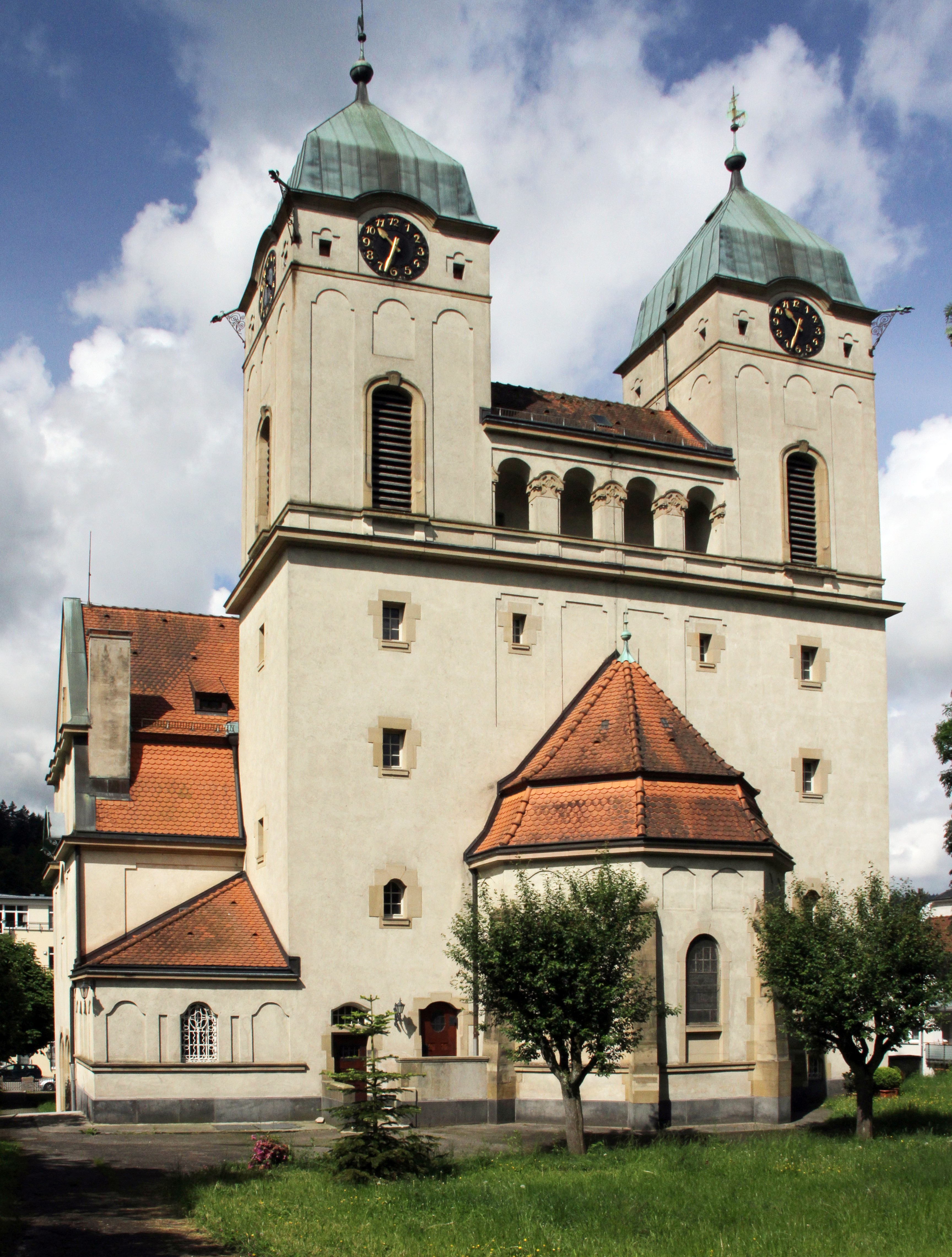
Lutherkirche Lichtental (1905–1907)
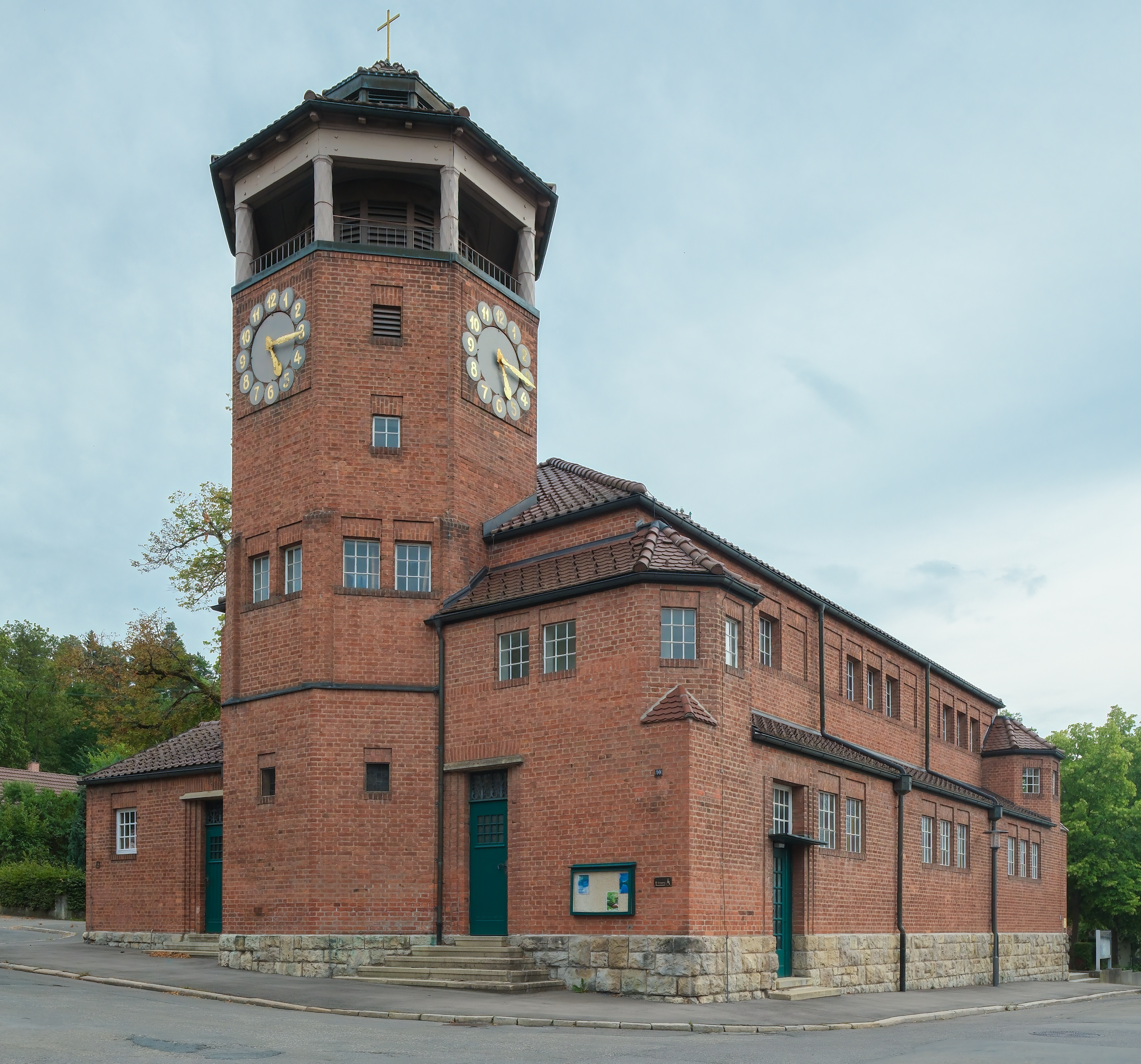
Pauluskirche Schwenningen (1909–1910)
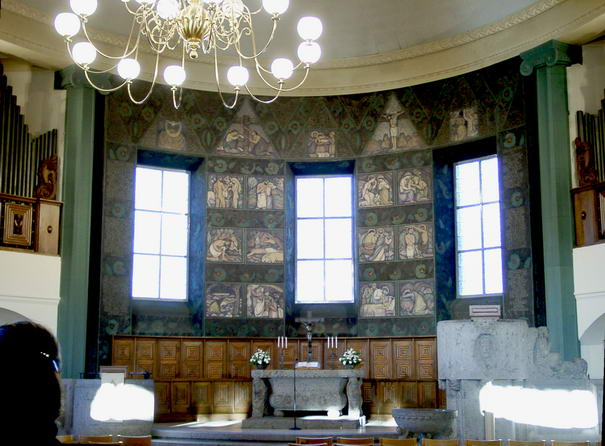
Ev. Stadtkirche Gaisburg (Innenansicht, 1910–1913)
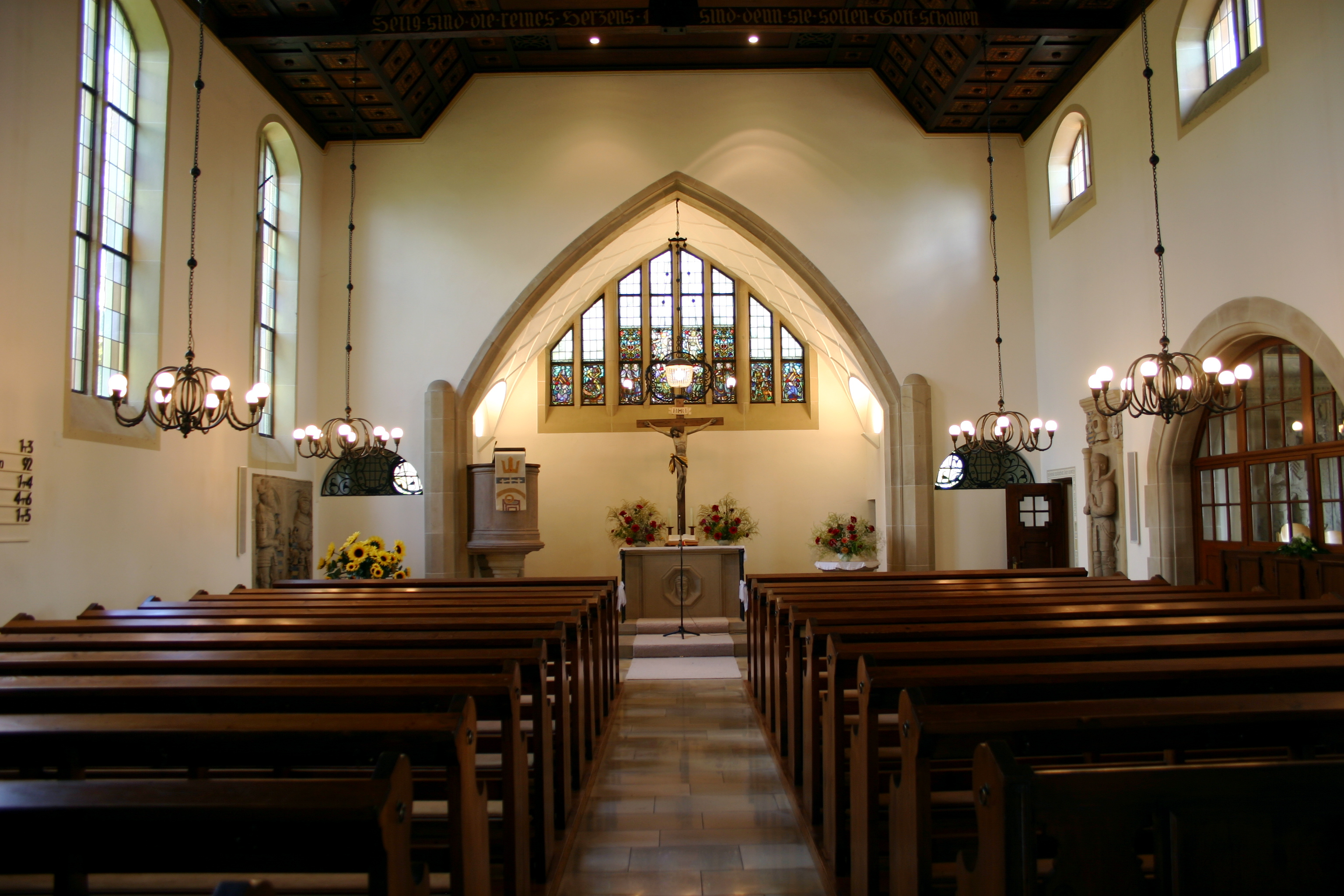
Ev. Georgskirche Massenbach (1912–1913)
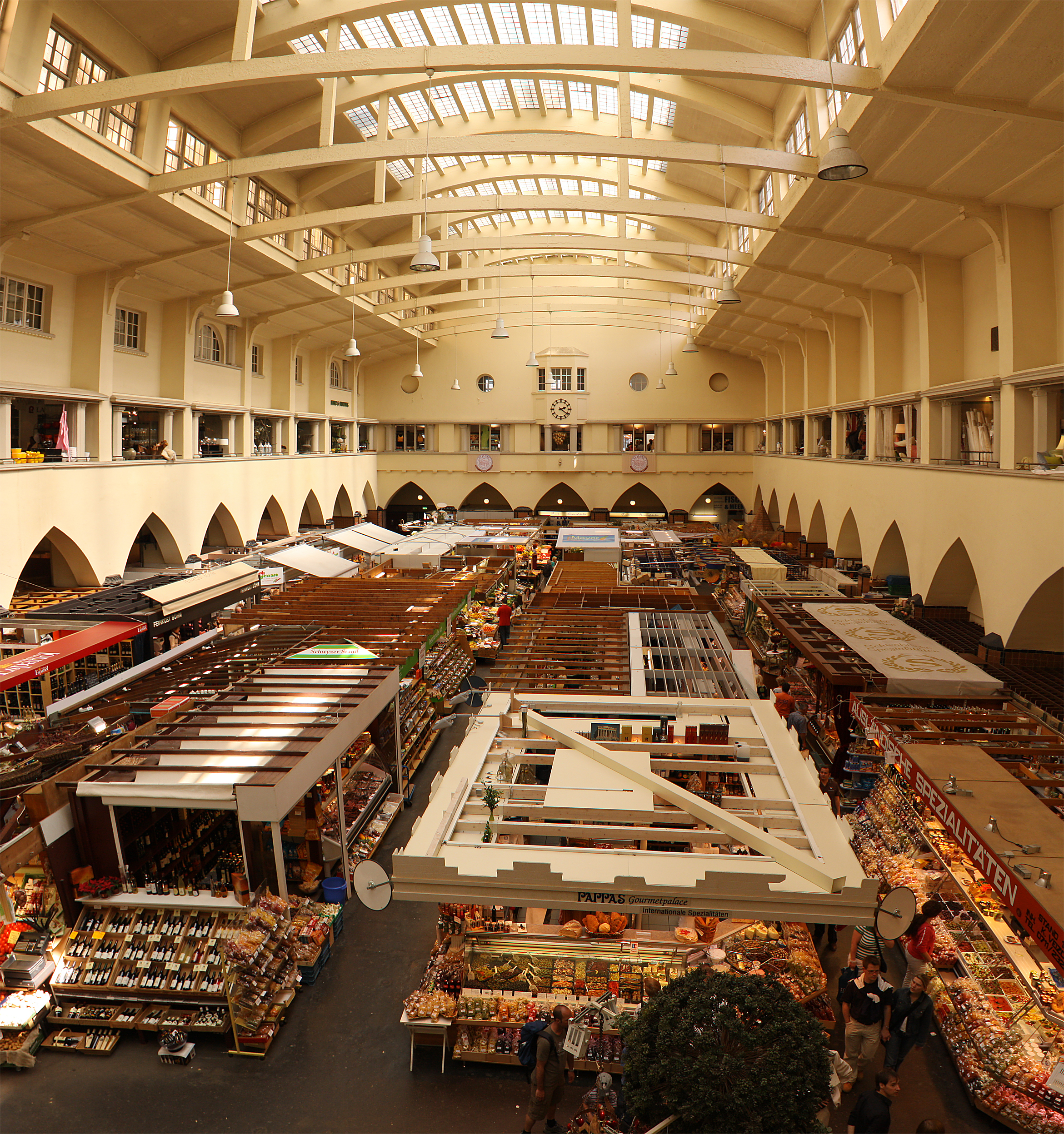
Markthalle Stuttgart (1912–1913)
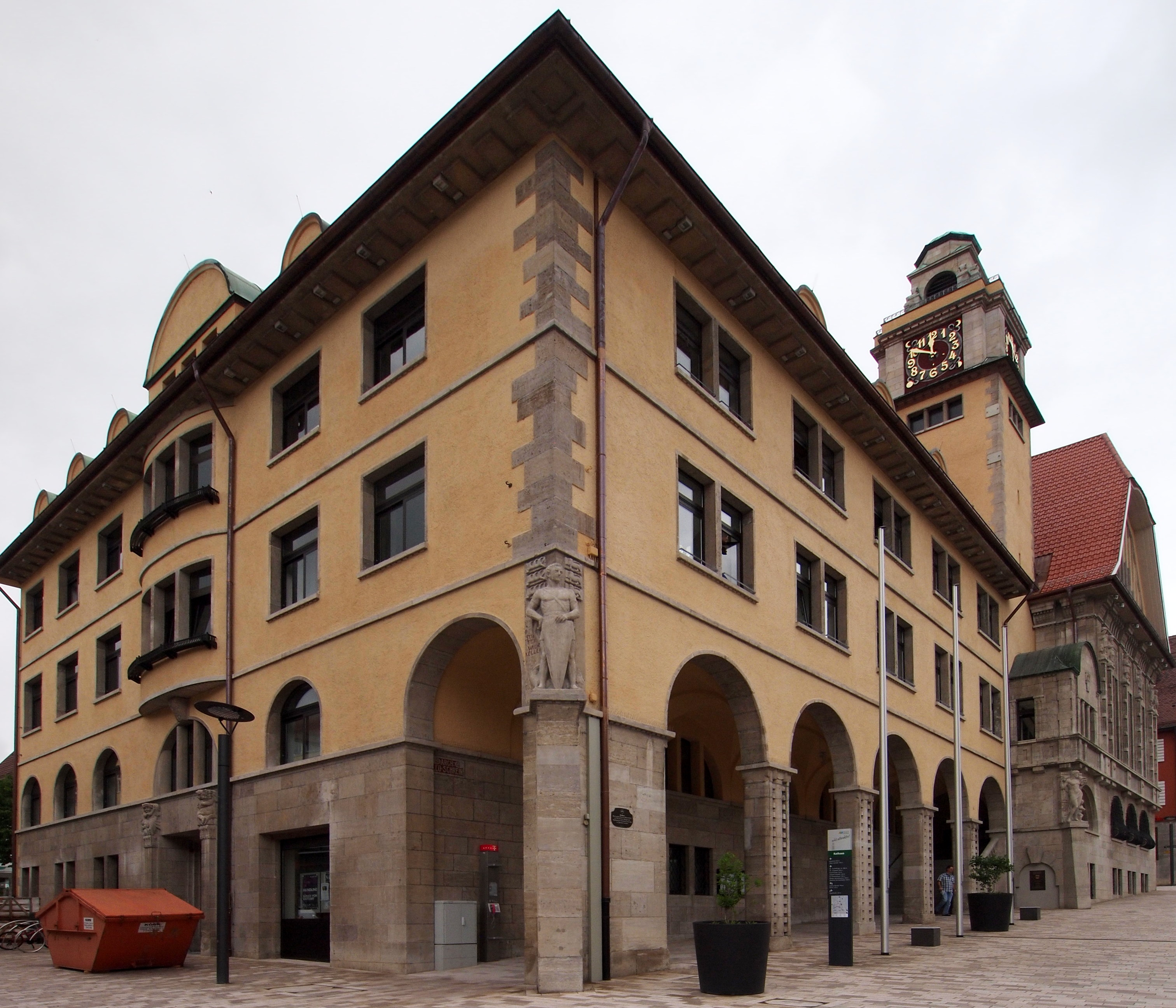
Rathaus Ebingen (1912–1913)
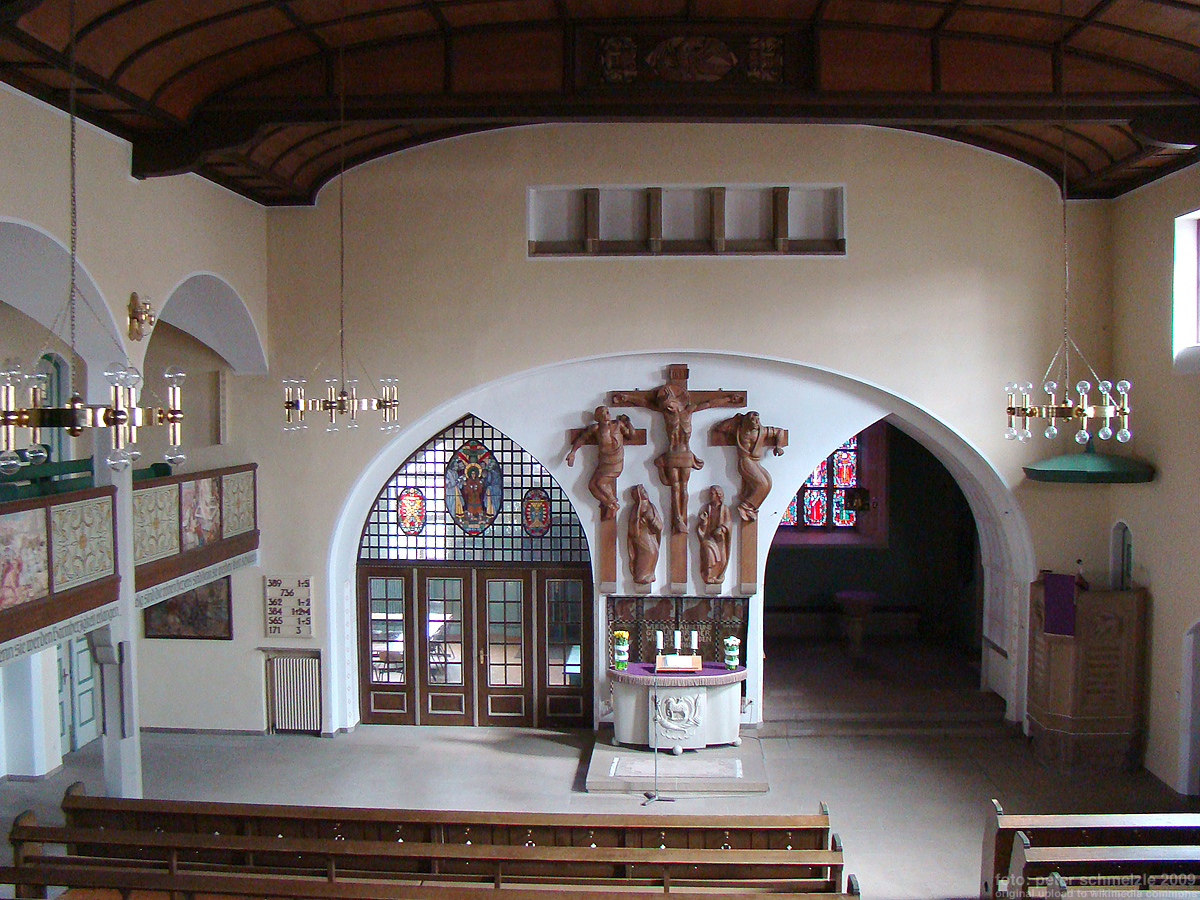
Ev. Lorenzkirche Leingarten (Innenansicht, 1913)
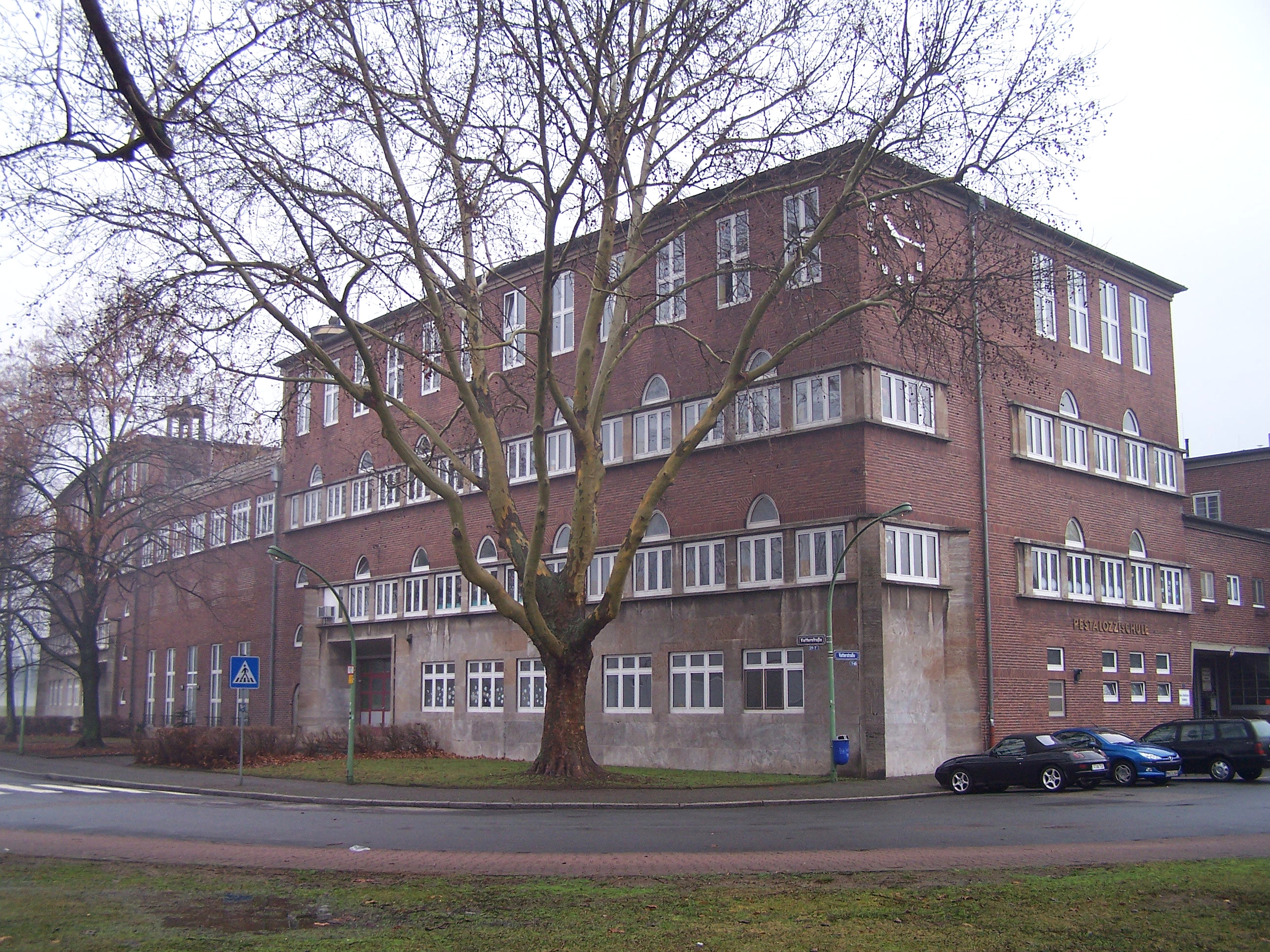
Pestalozzischule in Frankfurt-Seckbach (1925–1926)
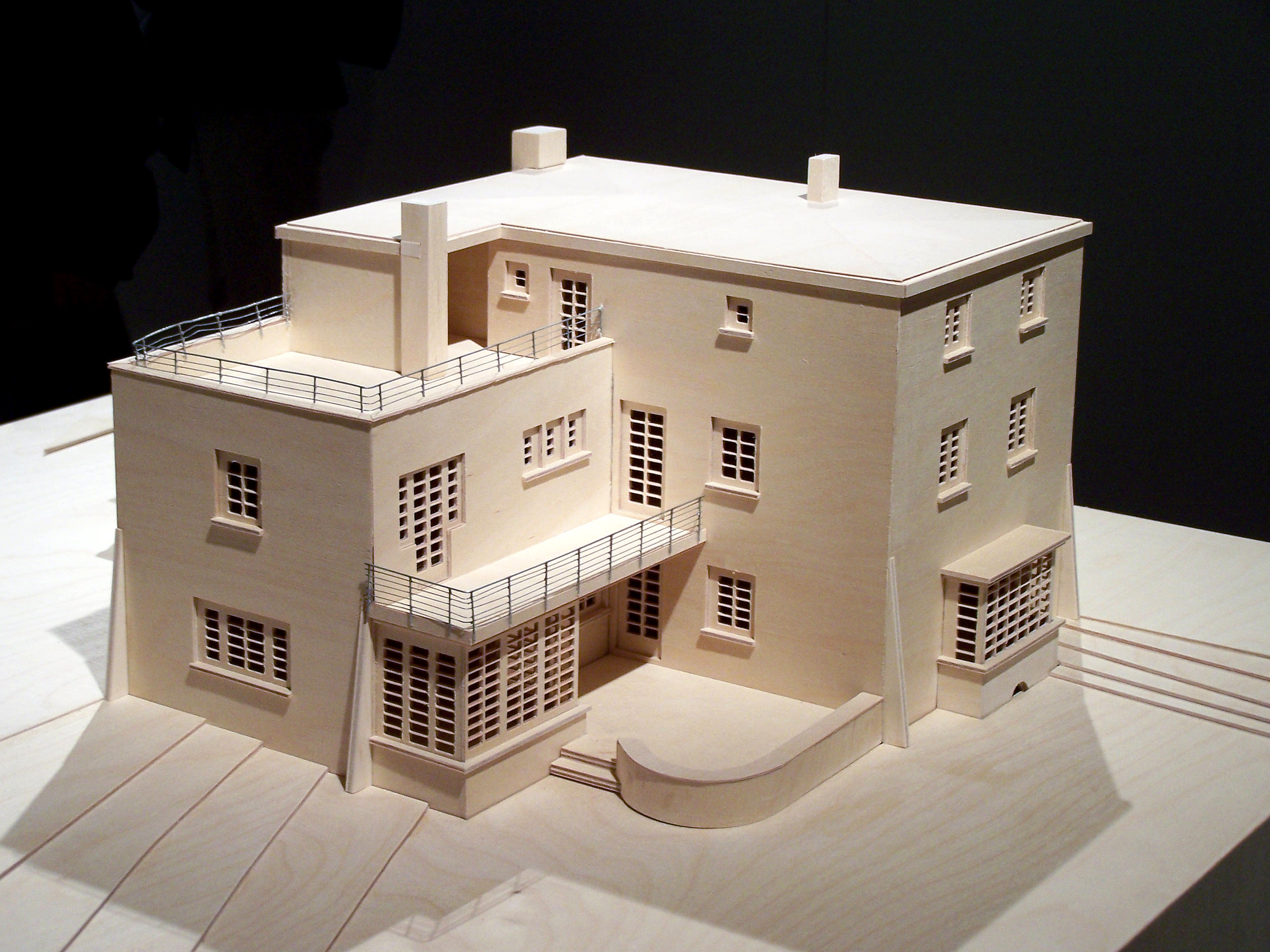
Modell der Villa Elsaesser in Frankfurt a. M. (1925–1926)
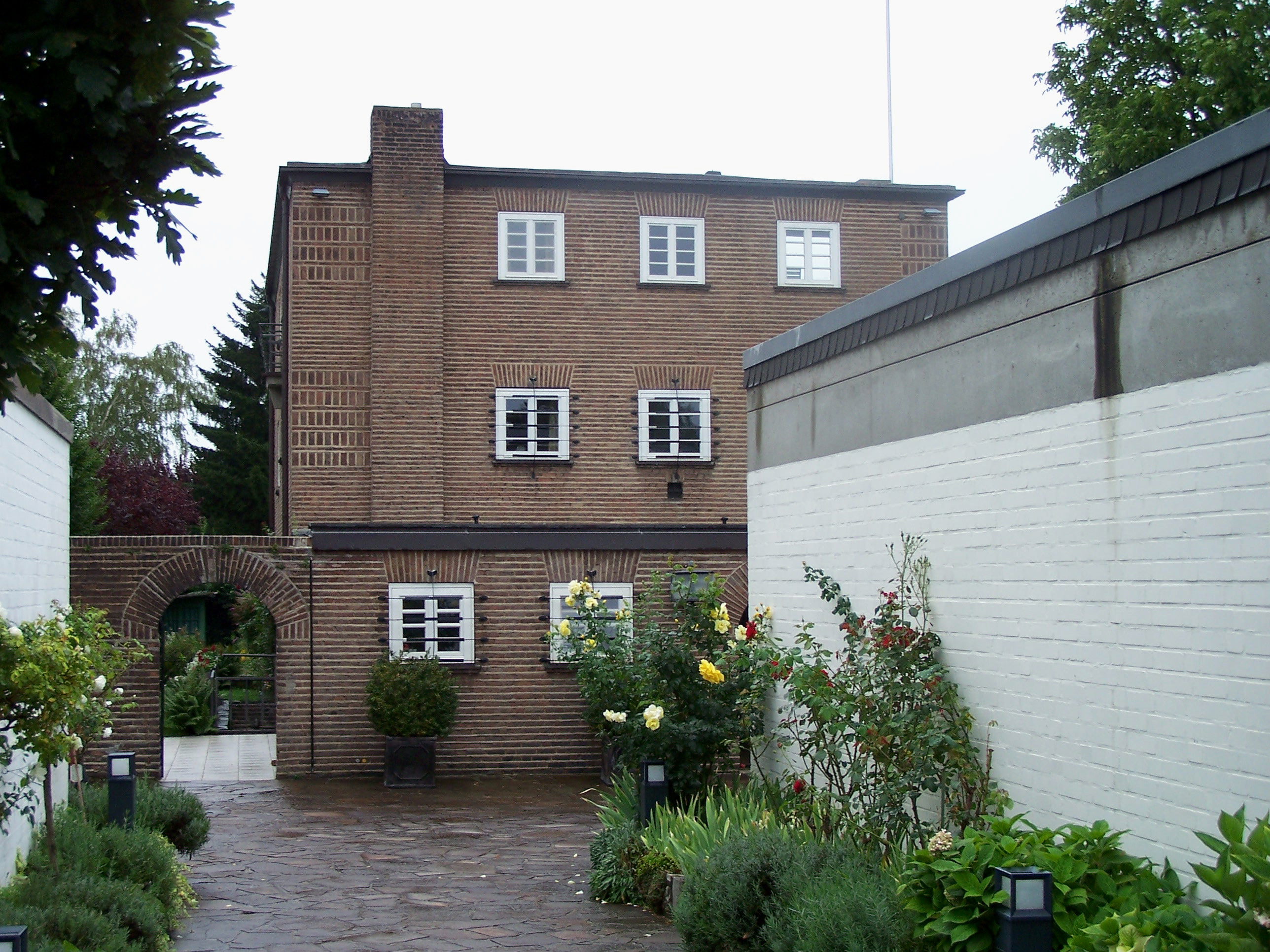
Villa Elsaesser in Frankfurt a. M. (1925–1926)
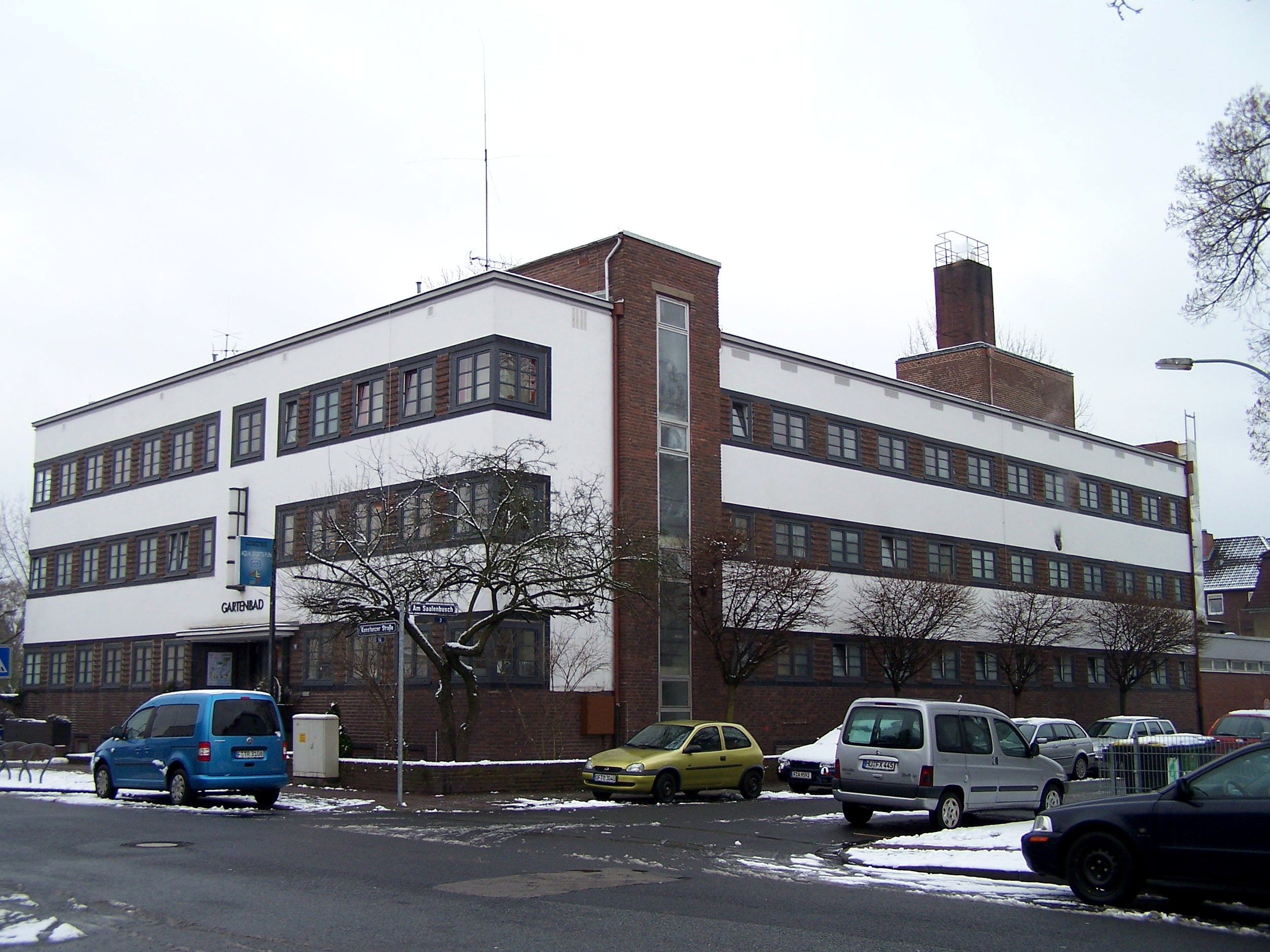
Gartenhallenbad Frankfurt-Fechenheim (1927)
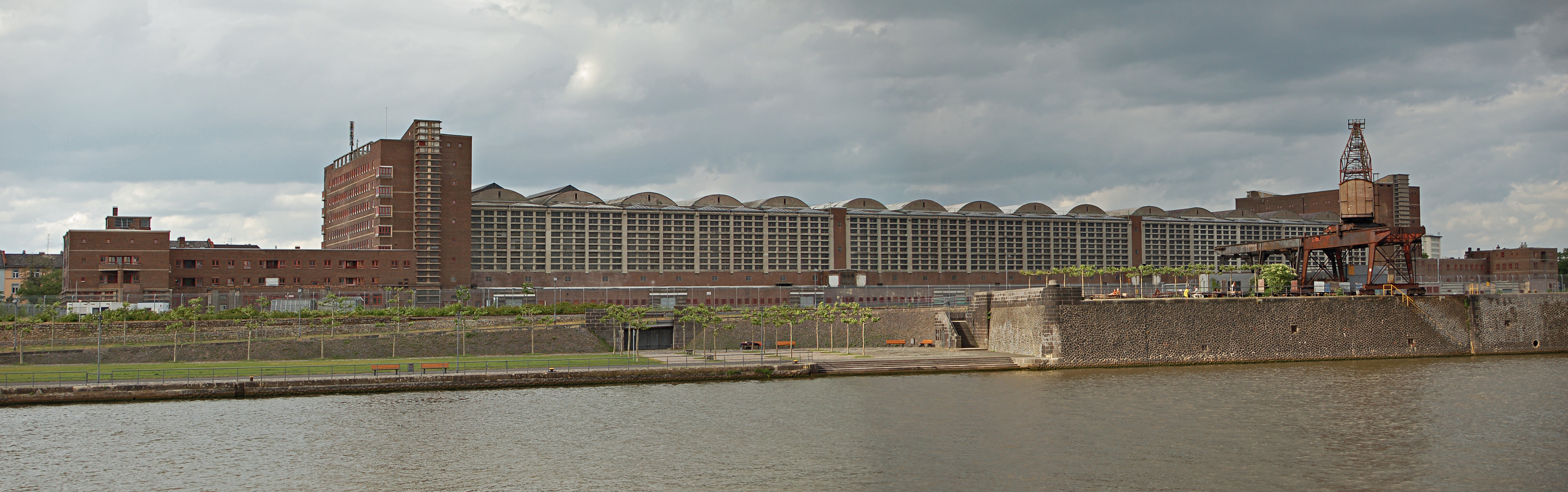
Großmarkthalle Frankfurt a. M. (1927–1928)
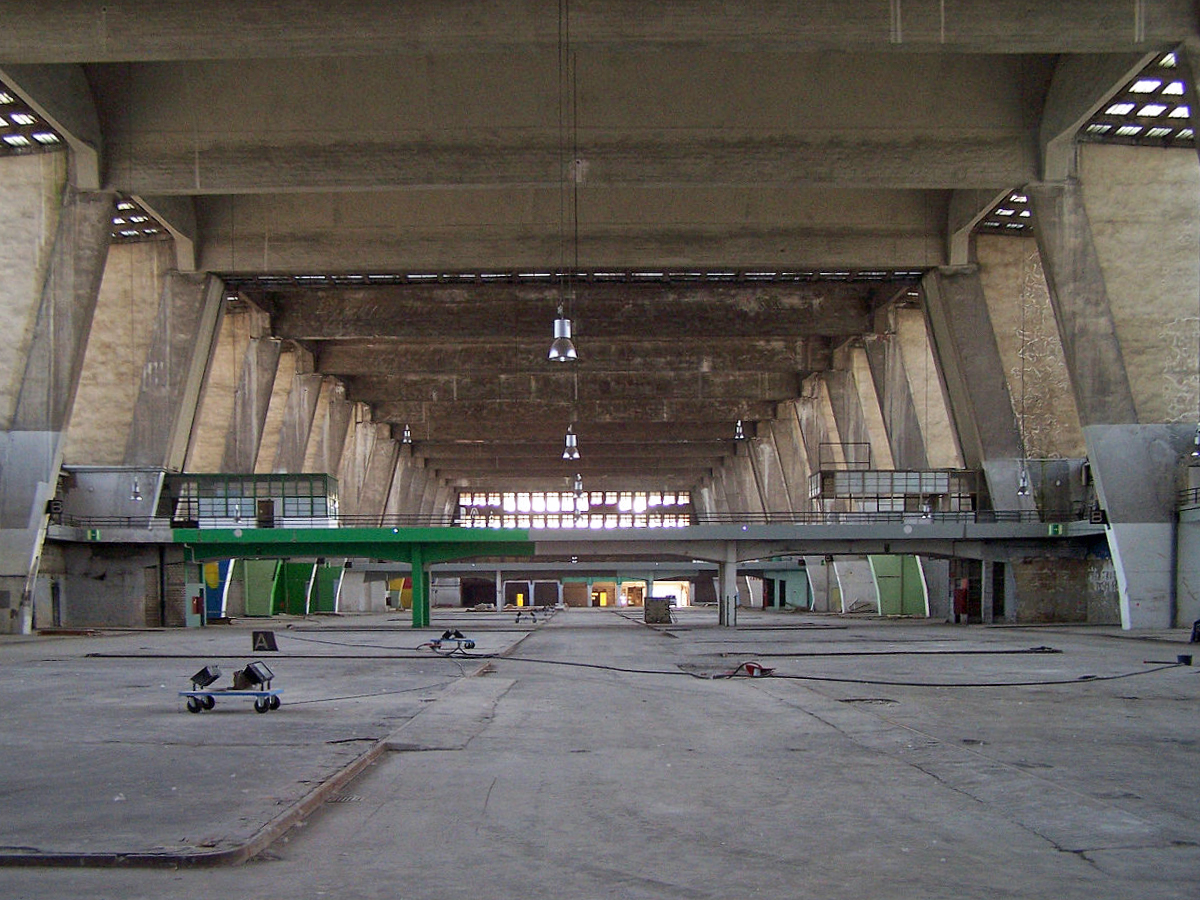
Großmarkthalle Frankfurt (Innenansicht)
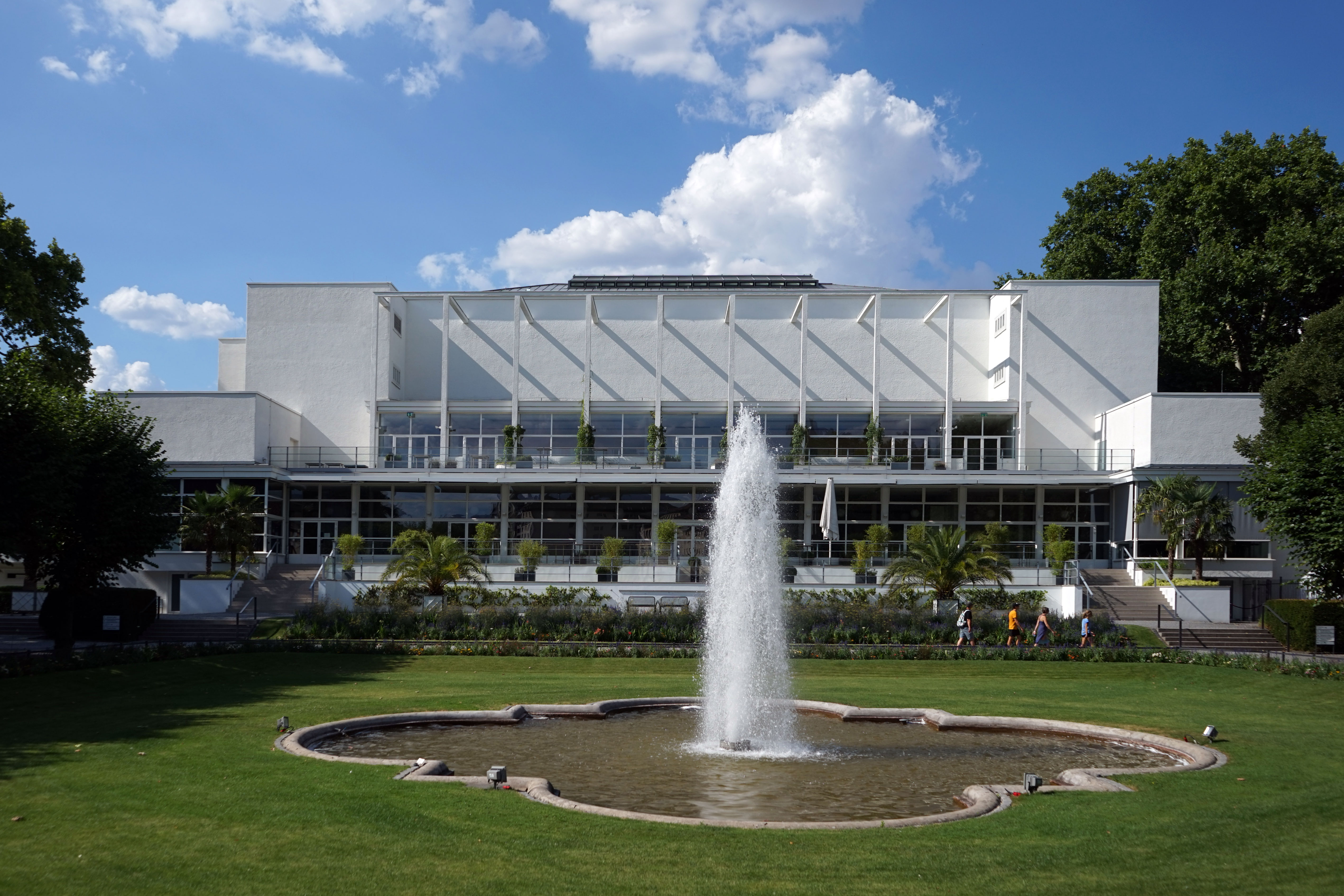
Gesellschaftshaus Palmengarten Frankfurt a. M. (1929)

## Schriften
- Das neuzeitliche Landhaus. In: Das schöne Heim, 1930, 1. Jahrgang, S. 129–136.
- Bauten und Entwürfe aus den Jahren 1924–1932. Berlin 1933.